# Продюсеры (мюзикл)
«Продюсеры» (англ. The Producers) — мюзикл, написанный Мелом Бруксом (либретто в соавторстве с Томасом Миэном) по его одноимённому фильму 1968 года.
Оригинальная бродвейская постановка 2001 года получила 12 премий «Тони», в том числе в номинации за лучший мюзикл.
В 2005 году Мел Брукс экранизировал свой мюзикл в новом фильме, который он также озаглавил «Продюсеры». Как и на Бродвее, главные роли сыграли Нейтан Лейн и Мэттью Бродерик.

## История
Перед тем, как выйти на Бродвей, мюзикл опробовали на предпремьерных показах в чикагском Cadillac Palace Theatre c 1 по 25 февраля 2001 года. Главные роли, как и потом на Бродвее, исполняли Нейтан Лейн и Мэттью Бродерик.
Бродвейская премьера состоялась в театре Сент Джеймс 19 апреля 2001 года. Спектакль был восторженно встречен как зрителями, так и критиками, и на следующий день после открытия побил рекорд дневных кассовых сборов в истории этого театра, продав билетов на 3 миллиона долларов. Со временем шоу несколько поубавило популярности из-за того, что Нейтан Лейн и Мэттью Бродерик были заменены другими актёрами. Когда же в 2003 году было объявлено, что они на время вернутся, мюзикл побил свой собственный рекорд, собрав за день 3,5 миллиона долларов. Спектакль не сходил со сцены театра 6 лет; было дано в общей сложности 2502 представления. Последнее состоялось 22 апреля 2007 года.

## Сюжет
Два театральных продюсера придумали схему, при которой можно разбогатеть на провальном спектакле.
Для этого надо привлечь инвестиции, превышающие стоимость постановки. Если мюзикл провалится, то никто из инвесторов и не вспомнит о своей доле в прибыли, и все оставшиеся от постановки деньги продюсеры оставят себе. Они находят самый заведомо провальный мюзикл, психованного автора пьесы, самого плохого режиссёра из всех возможных и самых бездарных актёров.

## Актёры в оригинальной бродвейской постановке
- Нейтан Лейн — Макс Бьялысток
- Мэттью Бродерик — Леопольд «Лео» Блум
- Гари Бич[англ.] — Роджер де Бри
- Роджер Барт — Кармен Гиа
- Кейди Хаффман[англ.] — Улла Инга тор Хансен Бенсон Янсен Таллен Халлен Сваден Свансон
- Брэд Оскар[англ.] — Франц Либкинд